# ラルフ・バートン・ペリー
ラルフ・バートン・ペリー（Ralph Barton Perry, 1876年7月3日、バーモント州ポールトニー - 1957年1月22日、マサチューセッツ州ボストン）は、アメリカの哲学者。厳格な道徳的理想主義者であり、1909年に、理想主義とは「倫理的、科学的、形而上学的な真理と矛盾しないように人生を解釈すること」であると述べた。ペリーの宗教観は、宗教的思考は人間の理性と社会の進歩を受け入れる枠組みの中で存在すべきものであるという考えを強調するものだった。

## 略歴
プリンストン大学で学士号（1896年）、ハーバード大学で修士号（1897年）、博士号（1899年）を取得し、ウィリアムズ大学とスミス大学で3年間哲学を教えた後、講師（1902-05）、助教授（1905-13）、教授（1913-30）、エドガー・パース教授（1930-46）などを歴任した。1920年から21年にかけて、アメリカ哲学協会東部支部の会長を務めた。
ペリーはウィリアム・ジェイムズの教え子であり、編集した『Essays in Radical Empiricism』(1912)によって、新実在論運動の指導者の一人となった。ペリーは自然主義的な価値観と、知覚と知識に関する新実在論的な理論を主張した。ウィリアム・ジェイムズの伝記を執筆したことで1936年にピューリッツァー賞（伝記・自伝部門）を受賞し、その後、自然主義的知識観への批判的アプローチを改めることになった。1910年頃、アメリカの新実在論的哲学者グループの一員として活躍し、新実在論というプログラムを精緻化した。しかし、まもなく道徳的・精神的存在論からは離反し、幻滅の哲学（philosophy of disillusionment）に転じた。ペリーは、「全体論的ではあるが全体主義ではない」戦闘的な民主主義を提唱した。著作『Puritanism and Democracy』（1944）は、近代アメリカの起源における二つの基本的な概念を調和させようとする、戦時中になされた有名な試みである。1946年から1948年にかけて、グラスゴーで『Realms of Value』と題するギフォード講義を行った。
レイチェル・ベレンソンと結婚し、マサチューセッツ州ケンブリッジに住まいを構えた。1906年9月27日、ケンブリッジのエイボン・ストリート5番地の自宅で、息子エドワード・バートン・ペリーが誕生した。1932年、エドワードはハリエット・アーミントン・シーリー（マサチューセッツ州ウースター、1909年5月28日生まれ）と結婚した。彼女は、ウースターの医師で外科医のウォーカー・クラーク・シーリー博士とロードアイランド州プロビデンスにいたアニー・アイデ・バローズ・シーリーの間の娘であった。
1919年には、1915年に開校したコネチカット・カレッジの第1期生の卒業式で演説を行った。

## 著作
- The Approach to Philosophy, (1905), New York, Chicago and Boston: Charles Scribner's Sons
- The Moral Economy, (1909), New York: Charles Scribner's Son
- Present Philosophical Tendencies: A Critical Survey of Naturalism, Idealism, Pragmatism, and Realism, together with a Synopsis of the Philosophy of William James, (1912), New York:Longmans, Green & Co.
- Holt, EB; Marvin, WT; Montague, WP; Perry, RB; Pitkin, WB; Spaulding, EG, The New Realism: Cooperative Studies in Philosophy, (1912), New York: The Macmillan Company
- The Free Man and the Soldier, (1916), New York: Charles Scribner's Sons
- The Present Conflict of Ideals: A Study of the Philosophical Background of the World War, (1918), New York: Longmans, Green & Co.
- Annotated Bibliography of the Writings of William James, (1920), Longmans, Green & Co.
- The Plattsburg movement: A Chapter of America's Participation in the World War (1921), New York: E.P. Dutton & company
- A Modernist View of National Ideals (1926) Berkeley: University of California Press, Howison Lectures in Philosophy, 1925
- General Theory of Value (1926)
- Philosophy of the Recent Past: An Outline of European and American Philosophy Since 1860, (1926), New York: Charles Scribner's Sons
- The Hope for Immortality (1935)
- The Thought and Character of William James, 2 vols. (1935)
- Plea for an Age Movement (1942) New York: The Vanguard Press [Talk at 1941 Princeton and Harvard Reunions]
- Puritanism and Democracy, (1944)
- Characteristically American: Five Lectures Delivered on the William W. Cook Foundation at the University of Michigan, November–December 1948, (1949), New York: Alfred A. Knopf, 1949
- Realms of Value, (1954), Harvard University Press [Based on Gifford Lectures]
- The Humanity of Man, (1956), New York: George Braziller
- "A Definition of morality". In P. W. Taylor (Ed.), Problems of moral philosophy: an introduction to ethics (pp. 13–24). Belmont, CA: Dickenson, 1967